# 蔣益澧

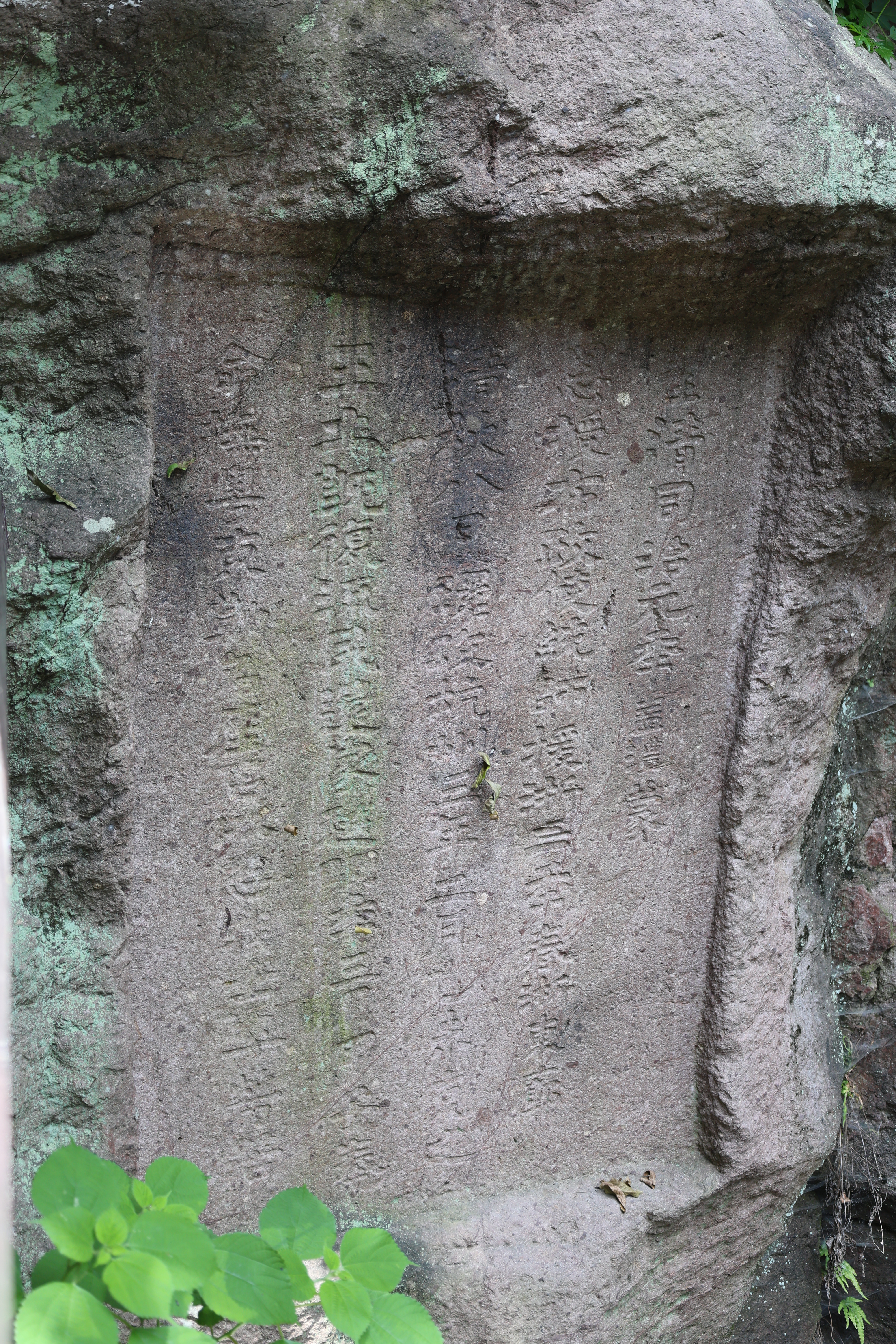
蔣益澧在杭州棲霞嶺寶慶堂的題字，今位於棲霞嶺街道居委會院內。其文云：皇清同治元年，益灃蒙恩授布政使，統師援浙，二年春浙東廊，清秋八月晚，攻杭州，三年二月乙未克之，王土既複，流民還家，越明年三月甲子，奉命撫粵東勒名厓石，以志我士卒勞苦。

蔣益澧（1833年—1874年），字芗泉，湖南湘鄉人，清朝湘軍人物，參與征討太平天國戰事，曾任浙江巡撫、廣東巡撫等官。

## 生平
益澧少不羈，為湘鄉鄉里難容，乃雲遊四方。咸豐二年加入湘軍，為曾國藩幫辦親兵營。1854年起改隸於羅澤南部，於江西、湖北鎮壓太平軍，立戰功升任知府。1857年應廣西巡撫駱秉章之召，於廣西鎮壓農民起事，
咸丰九年四月二十六（1859年5月28日），由广西按察使升任廣西布政使。
咸丰九年九月十三（1859年10月8日），降为道员。
咸丰十一年七月二十三（1861年8月28日），由记名按察使调任廣西按察使。同治元年正月初四（1862年2月2日），升任浙江布政使。改調浙江隸左宗棠部(左缺人，駱荐蔣給左)，屢建戰功並勸降收服太平軍數位王將，蔣並引荐胡雪巖為左宗棠籌措軍餉。
1864年左升任閩浙總督，提拔保荐蔣護理浙江巡撫，任內減稅、輕漕運、修水利、興學校、重鑄杭州岳王廟秦檜像，浙江為之一新。
1866年升任廣東巡撫，年僅32歲，翰林楊泰亨讚曰：中興建節最年少，天下英雄惟使君。
粵撫任內關注洋務運動，建船廠，革除太平關給廣東巡撫的規費2萬5800兩。折色民米減價徵收 (即減稅)，大大減輕百姓的負擔，但得罪整個官場。
與兩廣總督瑞麟不合，一年多即被彈劾去職，降兩級以按察使候補。
派往左宗棠處，企劃聯絡征新疆。1867年致仕回籍。1874年臺灣牡丹社事件，日軍侵台，益澧奉敕入京師謀劃，病死，年僅41歲。

## 延伸阅读
[在维基数据编辑]
 《清史稿·卷408》，出自趙爾巽《清史稿》